# Gauliga Niederschlesien
Die Gauliga Niederschlesien war eine der obersten deutschen Fußballligen in der Zeit des Nationalsozialismus. Sie wurde 1941 zusammen mit der Gauliga Oberschlesien als Nachfolgerin der Gauliga Schlesien eingeführt.

## Geschichte
Nachdem die Meisterschaft 1940/41 der Gauliga Schlesien kriegsbedingt abgebrochen worden war, entschied das Fachamt Fußball, neben anderen Gauligen auch die Gauliga Schlesien zu unterteilen. Dies hatte vorwiegend logistische Gründe, kriegsbedingt herrschte Treibstoffknappheit und Mangel an Transportmöglichkeiten, so dass längere Auswärtsfahrten zusehends schwieriger zu organisieren waren. Aus diesem Grund wurde der Gau Schlesien in die Gauliga Oberschlesien und die Gauliga Niederschlesien unterteilt. Im Fußballgau Niederschlesien spielten alle Vereine aus den Bezirken Niederschlesien und Mittelschlesien der ehemaligen Gauliga Schlesien sowie Mannschaften aus Ohlau und Brieg, die vorher im Bereich Oberschlesien spielten.
In der Gauliga Niederschlesien spielten 10 Mannschaften im Rundenturnier um den Titel. Der Gaumeister war für die Endrunde um die deutsche Fußballmeisterschaft qualifiziert. Zur Saison 1943/44 wurde die Meisterschaft kriegsbedingt weiter untergliedert. In den Gruppen Breslau, Liegnitz/Görlitz und Bergland wurden drei regionale Meister ermittelt, die in einer Endrunde gegeneinander antraten. In der Spielzeit 1944/45 fanden nur noch vereinzelte Spiele in der Gruppe Breslau statt, der Spielbetrieb kam zum Erliegen.
Mit Ende des Zweiten Weltkrieges und der Annexion Niederschlesiens endete auch das Bestehen der Gauliga Niederschlesien. Die deutschen Vereine wurden aufgelöst.

## Meister der Gauliga Niederschlesien 1942–1944
| Jahr | Meister Gauliga Niederschlesien | Abschneiden deutsche Meisterschaft | Deutscher Meister |
| ---- | ------------------------------- | ---------------------------------- | ----------------- |
| 1942 | Breslauer SpVgg 02              | Achtelfinale                       | FC Schalke 04     |
| 1943 | LSV Reinecke Brieg              | Achtelfinale                       | Dresdner SC       |
| 1944 | STC Hirschberg                  | Achtelfinale                       | Dresdner SC       |

## Ligasystem
Nach Gründung der Gauliga Niederschlesien 1941 ergab sich folgendes Ligasystem. Als Beispiel ist hier das Ligasystem der Saison 1941/42 schemenhaft dargestellt.
| Ebene | Spielklassen der Gauliga Niederschlesien 1941/42                                                                   | Spielklassen der Gauliga Niederschlesien 1941/42                                                                   | Spielklassen der Gauliga Niederschlesien 1941/42                                                                   | Spielklassen der Gauliga Niederschlesien 1941/42                                                                   |
| ----- | --- | --- | --- | --- |
| 1     | Gauliga Niederschlesien 10 Mannschaften Platz 1: Qualifikation deutsche Fußballmeisterschaft Platz 9–10: Absteiger | Gauliga Niederschlesien 10 Mannschaften Platz 1: Qualifikation deutsche Fußballmeisterschaft Platz 9–10: Absteiger | Gauliga Niederschlesien 10 Mannschaften Platz 1: Qualifikation deutsche Fußballmeisterschaft Platz 9–10: Absteiger | Gauliga Niederschlesien 10 Mannschaften Platz 1: Qualifikation deutsche Fußballmeisterschaft Platz 9–10: Absteiger |
| 2     | 1. Klasse Niederschlesien – Gruppe Bergland 8 Mannschaften Platz 1: Aufstiegsrunde verschiedene Abstiegsregelungen | 1. Klasse Niederschlesien – Gruppe Breslau 10 Mannschaften Platz 1: Aufstiegsrunde Platz 9–10: Absteiger           | 1. Klasse Niederschlesien – Gruppe Görlitz 6 Mannschaften Platz 1: Aufstiegsrunde Platz 5–6: Absteiger             | 1. Klasse Niederschlesien – Gruppe Liegnitz 7 Mannschaften Platz 1: Aufstiegsrunde Platz 7: Absteiger              |
| 3     | 2. Klassen Niederschlesien                                                                                         | 2. Klassen Niederschlesien                                                                                         | 2. Klassen Niederschlesien                                                                                         | 2. Klassen Niederschlesien                                                                                         |